# Gran Premi d'Espanya del 1996
Resultats del Gran Premi d'Espanya de Fórmula 1 de la temporada 1996 disputat al circuit de Montmeló el 2 de juny del 1996.

## Classificació
| Posició | Número | Pilot                 | Equip                  | Voltes | Temps/ retirada | Posició de sortida | Punts |
| ------- | ------ | --------------------- | ---------------------- | ------ | --------------- | ------------------ | ----- |
| 1       | 1      | Michael Schumacher    | Ferrari                | 65     | 1h 59' 49. 307  | 3                  | 10    |
| 2       | 3      | Jean Alesi            | Benetton - Renault     | 65     | + 45.302 s      | 4                  | 6     |
| 3       | 6      | Jacques Villeneuve    | Williams - Renault     | 65     | + 48.388 s      | 2                  | 4     |
| 4       | 15     | Heinz-Harald Frentzen | Sauber - Ford          | 64     | + 1 Volta       | 11                 | 3     |
| 5       | 7      | Mika Häkkinen         | McLaren - Mercedes     | 64     | + 1 Volta       | 10                 | 2     |
| 6       | 10     | Pedro Diniz           | Ligier - Mugen - Honda | 63     | + 2 Voltes      | 17                 | 1     |
| Ret     | 17     | Jos Verstappen        | Footwork - Hart        | 47     | Virolla         | 13                 |       |
| Ret     | 11     | Rubens Barrichello    | Jordan - Peugeot       | 45     | Diferencial     | 7                  |       |
| Ret     | 4      | Gerhard Berger        | Benetton - Renault     | 44     | Virolla         | 5                  |       |
| Ret     | 14     | Johnny Herbert        | Sauber - Ford          | 20     | Virolla         | 9                  |       |
| Ret     | 12     | Martin Brundle        | Jordan - Peugeot       | 17     | Diferencial     | 15                 |       |
| DSQ     | 19     | Mika Salo             | Tyrrell - Yamaha       | 16     | Desqualificat   | 12                 |       |
| Ret     | 5      | Damon Hill            | Williams - Renault     | 16     | Virolla         | 1                  |       |
| Ret     | 18     | Ukyo Katayama         | Tyrrell - Yamaha       | 8      | Part elèctrica  | 16                 |       |
| Ret     | 2      | Eddie Irvine          | Ferrari                | 1      | Virolla         | 6                  |       |
| Ret     | 9      | Olivier Panis         | Ligier - Mugen - Honda | 1      | Col·lisió       | 8                  |       |
| Ret     | 21     | Giancarlo Fisichella  | Minardi - Ford         | 1      | Col·lisió       | 19                 |       |
| Ret     | 8      | David Coulthard       | McLaren - Mercedes     | 0      | Col·lisió       | 14                 |       |
| Retirat | 16     | Ricardo Rosset        | Footwork - Hart        | 0      | Col·lisió       | 20                 |       |
| Retirat | 20     | Pedro Lamy            | Minardi - Ford         | 0      | Col·lisió       | 18                 |       |
| NVQ     | 22     | Luca Badoer           | Forti F1 - Ford        |        | Norma del 107%  | 21                 |       |
| NVQ     | 23     | Andrea Montermini     | Forti F1 - Ford        |        | Norma del 107%  | 22                 |       |

## Altres
- Pole : Damon Hill 1' 20. 650
- Volta ràpida: Michael Schumacher 1' 45. 517 (a la volta 14)